# جزایر بانگکا-بلیتونگ
جزایر بانگکا-بلیتونگ (اندونزیایی: Kepulauan Bangka Belitung) یکی از استان‌های اندونزی است.

## جغرافیا
این استان دو جزیرهٔ اصلی به نام‌های «بانگکا» و «بلیتونگ» را شامل می‌شود.
هم‌چنین چندین جزیرهٔ کوچک‌تر از آن‌ها نیز در بخش شرقی جزیرهٔ سوماترا و بخش شمال شرقی استان سوماترای جنوبی واقع شده‌است.
تنگهٔ بانگکا جزیره‌های سوماترا و بانگکا را از هم جدا می‌کند و تنگهٔ گاسپار جزیره‌های بانگکا و بلیتونگ را از یک‌دیگر مستقل می‌سازد.
دریای چین جنوبی در بخش شمالی این استان، دریای جاوه در بخش جنوبی و جزیرهٔ بورنئو در بخش شرقی آن به وسیلهٔ تنگهٔ کاریماتا از جزیرهٔ بلیتونگ جدا می‌شود.
جزایر بانگکا-بلیتونگ پیش‌تر بخشی از استان سوماترای جنوبی بوده‌است؛ اما در سال ۲۰۰۰ به همراه استان‌های بانتن و گورونتالو مستقل شد.
جمعیت این استان در سال ۲۰۰۴ بالغ بر ۱٬۰۱۲٬۶۵۵ نفر بوده و پایتخت آن، شهر پانگکال پینانگ است.

## اقتصاد
جزایر بانگکا-بلیتونگ معادن بزرگی و مهمی را در خود جای داده و بزرگ‌ترین تولیدکنندهٔ حلب در سطح اندونزی به‌شمار می‌رود. این استان هم‌چنین کاغذ سفید تولید می‌کند.

## مردم
مالاییها با ۷۲ درصد، چینی‌ها با ۱۲ درصد، جاوهای‌ها با ۶ درصد، بوگینی‌ها با ۳ درصد، مادوری‌ها با ۱ درصد، از مهم‌ترین گروه‌های قومی ساکن در جزایر بانگکا-بلیتونگ محسوب می‌شوند. زبان‌های اندونزیایی و هاکا (شاخه‌ای از چینی) از زبان‌های رایج در این جزایر به‌شمار می‌رود.

## مذهب
از لحاظ ترکیب مذهبی نیز مسلمانان با ۸۱٫۸ درصد، بوداییها با ۸٫۷ درصد، کنفوسیانیسم‌ها با ۵٫۱ درصد، پروتستان‌ها با ۲٫۴ درصد، کاتولیک‌ها با ۱٫۷ درصد و هندوها با ۰٫۱ درصد، عمده‌ترین گروه‌های مذهبی را تشکیل می‌دهند.

## تقسیمات
جزایر بانگکا-بلیتونگ به ۶ منطقه (کابوپاتن) و یک شهر (کوتا) تقسیم شده‌است:
- بانگکا (مرکز: سونگایلیات).
- بانگکای غربی (مرکز: مونتوک).
- بانگکای جنوبی (مرکز: توبوآلی)
- بانگکای مرکزی (مرکز: کوبا).
- بلیتونگ (مرکز: تانجونگ پاندان).
- بلیتونگ شرقی (مرکز: مانگگار).
- پانگکال پینانگ (شهر).